# Lindy
Lindy – jeden z czołowych światowych dostawców technologii połączeń komputerowych i audio/video.
Przedsiębiorstwo powstało w 1932 roku w Niemczech, a swoją pierwotną działalność skupiało na produkcji lamp naftowych, radioodbiorników i komponentów z dziedziny elektroniki. Obecnie biura firmy Lindy ulokowane są na całym świecie, m.in. w Niemczech, Anglii, we Włoszech, w Szwajcarii, Francji, USA i Australii. Międzynarodowe ramię, bazujące w Anglii zaopatruje klientów w Irlandii, Hiszpanii, Skandynawii, we Wschodniej Europie, Afryce i innych państwach świata. Firma specjalizuje się w rozwiązaniach bezprzewodowej transmisji audio-video. Opracowała wiele innowacyjnych rozwiązań dla urządzeń KVM i uchodzi za jednego z europejskich liderów w tej dziedzinie.

## Obszar działalności Lindy
1. Kable
  - FireWire
  - HDMI
  - DisplayPort (do produktów Apple)
  - Euro SCART
  - Component video
  - Optyczne
  - RCA – RCA
  - VGA – VGA
  - DVI – DVI
  - USB
  - Adaptery
  - Gniazda
  - Konwertery
  - Splitery
2. Inne
  - Transmitery
  - Serwery IP
  - Kable instrumentalne
  - Przewody zasilające

- 1. Lindy
- 2. Historia firmy Lindy
- 3. Artykuł z „The Northern Echo”